# Florida Cup de 2020
Florida Cup de 2020 (em português: Torneio da Flórida de 2020) foi a sexta edição deste torneio amistoso anual realizado na Flórida, Estados Unidos. A competição é uma parceria com o Universal Orlando Resort e a Adidas.

## Participantes
| País           | Clube             | Cidade      | Confederação | Liga                |
| -------------- | ----------------- | ----------- | ------------ | ------------------- |
| Brasil         | Palmeiras         | São Paulo   | CONMEBOL     | Série A             |
| Brasil         | Corinthians       | São Paulo   | CONMEBOL     | Série A             |
| Colômbia       | Atlético Nacional | Medellin    | CONMEBOL     | Primera A           |
| Estados Unidos | New York City FC  | Nova Iorque | CONCACAF     | Major League Soccer |

### Exibição de clubes daBundesliga
Devido ao calendário do futebol europeu, que incluía o Campeonato Europeu de Futebol de 2020, os clubes da Bundesliga não puderam disputar o torneio este ano. Entretanto, em respeito a acordos comerciais, dois deles jogaram uma partida amistosa em São Petersburgo, no estado da Flórida, no Al Lang Stadium (casa do Tampa Bay Rowdies), equipe da United Soccer League. A partida ocorreu em 9 de janeiro de 2020.
| País     | Clube               | Cidade    | Confederação | Liga       |
| -------- | ------------------- | --------- | ------------ | ---------- |
| Alemanha | Eintracht Frankfurt | Frankfurt | UEFA         | Bundesliga |
| Alemanha | Hertha Berlim       | Berlim    | UEFA         | Bundesliga |

## Regulamento
O campeão da Florida Cup 2020 será definido por pontos corridos.
Cada time jogará duas partidas. Os confrontos já são pré-definidos com um campeão consagrado na rodada final. Vitórias garantem três (3) pontos aos clubes, empate um (1) ponto, com decisão direta nos penaltis valendo um (1) ponto extra para o vencedor.
O primeiro critério de desempate, caso seja necessário, é o número de vitórias, seguido de confronto direto, saldo de gols, gols marcados e fair play, seguindo regras da FIFA.

## Classificação
| Pos. | Clube             | Pts | J | V | E | D |
| ---- | ----------------- | --- | - | - | - | - |
| 1    | Palmeiras         | 5   | 2 | 1 | 1 | 0 |
| 2    | Atlético Nacional | 4   | 2 | 1 | 1 | 0 |
| 3    | Corinthians       | 3   | 2 | 1 | 0 | 1 |
| 4    | New York City     | 0   | 2 | 0 | 0 | 2 |

## Jogos
| 15 de janeiro     | Corinthians   | 2 – 1 | New York City | Exploria Stadium, Orlando |
| 18:00 EST (UTC−5) | Luan 10', 29' |       | 75' Lansade   |                           |

| Corinthians | New York City |

| 15 de janeiro     | Palmeiras | 0 – 0 | Atlético Nacional | Exploria Stadium, Orlando |
| 20:30 EST (UTC−5) |           |       |                   |                           |

| |        | Penalidades                                                                          |  |
| Victor Luis Luan Alanzinho Gabriel Menino Willian Emerson Santos Wesley Ramires Mayke Gabriel Veron | 10 – 9 | Duque Candelo Quiñones Rovira Barrera Blanco Yabur Brayan Córdoba Cuadrado Velásquez |  |

| Palmeiras | Atl. Nacional |

| 18 de janeiro     | New York City    | 1 – 2 | Palmeiras                    | Exploria Stadium, Orlando |
| 14:00 EST (UTC−5) | De Rosario 45+2' |       | 55' Lucas Lima · 72' Willian |                           |

| New York City | Palmeiras |

| 18 de janeiro     | Atlético Nacional                        | 2 – 1 | Corinthians | Exploria Stadium, Orlando |
| 17:30 EST (UTC−5) | Gustavo Torres 43' · Sebastián Gómez 82' |       | 7' Ramiro   |                           |

| Atl. Nacional | Corinthians |

## Premiação
| Florida Cup de 2020            |
| Brasil                         |
| ------------------------------ |
| Palmeiras Campeão (1.º título) |